# 比利亚帕拉西奥斯
比利亚帕拉西奥斯，是西班牙卡斯蒂利亚-拉曼恰自治区阿尔瓦塞特省的一个市镇。 总面积88km², 总人口748人（2001年），人口密度9人/km²。